# Plenckia microcarpa
Plenckia microcarpa är en benvedsväxtart som beskrevs av Lundell. Plenckia microcarpa ingår i släktet Plenckia och familjen Celastraceae. Inga underarter finns listade.